# Flacourtia zippelii
Flacourtia zippelii är en videväxtart som beskrevs av Van Slooten. Flacourtia zippelii ingår i släktet Flacourtia och familjen videväxter. Utöver nominatformen finns också underarten F. z. rindjanica.